# Religioses del Santíssim Sagrament
Les Religioses del Santíssim Sagrament o Religioses de Valença (conegudes en francès com a Religieuses du Saint-Sacrament de Valence), són una congregació religiosa femenina de dret pontifici. Les germanes que en formen part posposen al seu nom les sigles R.S.S.

## Història
La congregació fou fundada a l'església de Bociu (Ardecha), el 30 de novembre de 1715 pel prevere Pierre Vigne (1670-1740), ajudat per una de les persones que confessava: Margarida de Noseiras. Aquesta, dos anys abans, havia demanat consell a Vigne, ja que volia fer vida religiosa. Vigne pensà aprofitar l'ocasió per a crear una comunitat que evangelitzés i difongués la devoció al Santíssim en el mitjà rural.
Amb set joves, en 1715, va formar la primera comunitat, a la que donà el nom de Germanes del Calvari, ja que portaven un crucifix i ajudaven els pelegrins a seguir el Via Crucis, fent-los pregar i meditar. Havien d'ensenyar en escoles religioses i fer adoració perpètua del Sagrament; també tenien cura de malalts i necessitats. En 1721 afegiren al nom la mencio al Santíssim Sagrament. La comunitat va créixer i s'instal·là a l'antic castell de Bociu. Les primeres germanes van pronunciar els vots el 8 de setembre de 1722.
L'institut fou aprovat per Alexandre Milon, bisbe de Valença, el 22 d'agost de 1739. Abans de la Revolució francesa, van arribar a tenir unes quaranta escoles, reconegudes per la Corona francesa. Rebé el decretum laudis pontifici el 5 de gener de 1863 i les seves constitucions foren aprovades per la Santa Seu el 27 de juny de 1885.
La congregació desaparegué durant la Revolució i fou restaurada en 1804, instal·lant-ne la seu en l'antiga abadia de Sant Just de Romans. Entre 1852 i 1897, sota el generalat de la mare Saint-Joseph Bouvaret, la congregació visqué un període de gran expansió, amb noves comunitats en Itàlia i Anglaterra. Al final del segle xix, tenia unes 800 germanes. En 1903, les lleis anticlericals franceses van obligar-les a tancar les escoles. Les que restaren es dedicaren a tasques hospitaleres, però moltes marxaren cap al Brasil, on obriren moltes escoles.

## Activitat i difusió
Les Religioses del Santíssim Sagrament es dediquen sobretot a la instrucció i l'educació cristiana dels joves. En 2009, eren 272 religioses en 42 comunitats, presents a: Europa (Espanya, França, Irlanda, Itàlia, Regne Unit), el Brasil i Tanzània; la seu general és a Valença.